# Liste des planètes mineures (711001-712000)
Voici la liste des planètes mineures numérotées de 711001 à 712000. Les planètes mineures sont numérotées lorsque leur orbite est confirmée, ce qui peut parfois se produire longtemps après leur découverte. Elles sont classées ici par leur numéro.

## Planètes mineures 711001 à 712000
- (711001) 2014 HS137
- (711002) 2014 HY137
- (711003) 2014 HL138
- (711004) 2014 HR138
- (711005) 2014 HX138
- (711006) 2014 HB139
- (711007) 2014 HM140
- (711008) 2014 HT142
- (711009) 2014 HV142
- (711010) 2014 HX143
- (711011) 2014 HS144
- (711012) 2014 HF145
- (711013) 2014 HJ146
- (711014) 2014 HY150
- (711015) 2014 HC151
- (711016) 2014 HE151
- (711017) 2014 HK152
- (711018) 2014 HH153
- (711019) 2014 HX154
- (711020) 2014 HZ154
- (711021) 2014 HV155
- (711022) 2014 HU157
- (711023) 2014 HO159
- (711024) 2014 HP160
- (711025) 2014 HT161
- (711026) 2014 HW161
- (711027) 2014 HY161
- (711028) 2014 HG166
- (711029) 2014 HR170
- (711030) 2014 HL171
- (711031) 2014 HE172
- (711032) 2014 HW172
- (711033) 2014 HA176
- (711034) 2014 HJ180
- (711035) 2014 HO185
- (711036) 2014 HW187
- (711037) 2014 HX187
- (711038) 2014 HM189
- (711039) 2014 HP199
- (711040) 2014 HW202
- (711041) 2014 HD203
- (711042) 2014 HE203
- (711043) 2014 HL203
- (711044) 2014 HO203
- (711045) 2014 HT203
- (711046) 2014 HV204
- (711047) 2014 HF205
- (711048) 2014 HP206
- (711049) 2014 HP207
- (711050) 2014 HE208
- (711051) 2014 HM220
- (711052) 2014 HQ220
- (711053) 2014 HR220
- (711054) 2014 HS220
- (711055) 2014 HT220
- (711056) 2014 HY220
- (711057) 2014 HE221
- (711058) 2014 HG224
- (711059) 2014 HH224
- (711060) 2014 HK224
- (711061) 2014 HR225
- (711062) 2014 HX226
- (711063) 2014 HA227
- (711064) 2014 HM231
- (711065) 2014 HQ235
- (711066) 2014 HO236
- (711067) 2014 HQ237
- (711068) 2014 HU237
- (711069) 2014 HL239
- (711070) 2014 HU239
- (711071) 2014 HM244
- (711072) 2014 HK251
- (711073) 2014 HG256
- (711074) 2014 HJ256
- (711075) 2014 HD290
- (711076) 2014 HX297
- (711077) 2014 HU340
- (711078) 2014 JG
- (711079) 2014 JC1
- (711080) 2014 JU7
- (711081) 2014 JU16
- (711082) 2014 JO21
- (711083) 2014 JB22
- (711084) 2014 JD22
- (711085) 2014 JE22
- (711086) 2014 JJ24
- (711087) 2014 JQ27
- (711088) 2014 JT27
- (711089) 2014 JX31
- (711090) 2014 JL32
- (711091) 2014 JH34
- (711092) 2014 JM35
- (711093) 2014 JM36
- (711094) 2014 JQ36
- (711095) 2014 JW38
- (711096) 2014 JO39
- (711097) 2014 JH41
- (711098) 2014 JS41
- (711099) 2014 JA42
- (711100) 2014 JU47
- (711101) 2014 JG50
- (711102) 2014 JK50
- (711103) 2014 JZ54
- (711104) 2014 JT55
- (711105) 2014 JW61
- (711106) 2014 JV73
- (711107) 2014 JQ84
- (711108) 2014 JS84
- (711109) 2014 JG86
- (711110) 2014 JK86
- (711111) 2014 JL86
- (711112) 2014 JS86
- (711113) 2014 JZ86
- (711114) 2014 JP87
- (711115) 2014 JX88
- (711116) 2014 JF89
- (711117) 2014 JL89
- (711118) 2014 JU90
- (711119) 2014 JE91
- (711120) 2014 JL91
- (711121) 2014 JG92
- (711122) 2014 JO98
- (711123) 2014 JO105
- (711124) 2014 JS105
- (711125) 2014 JT105
- (711126) 2014 JN106
- (711127) 2014 JP111
- (711128) 2014 JX111
- (711129) 2014 JB112
- (711130) 2014 JO112
- (711131) 2014 JY113
- (711132) 2014 JN114
- (711133) 2014 JH115
- (711134) 2014 JK115
- (711135) 2014 JN120
- (711136) 2014 JR122
- (711137) 2014 JX125
- (711138) 2014 JA126
- (711139) 2014 JC131
- (711140) 2014 JZ137
- (711141) 2014 JP140
- (711142) 2014 JT150
- (711143) 2014 KO
- (711144) 2014 KO5
- (711145) 2014 KH9
- (711146) 2014 KE10
- (711147) 2014 KV12
- (711148) 2014 KM13
- (711149) 2014 KJ14
- (711150) 2014 KL14
- (711151) 2014 KN14
- (711152) 2014 KG15
- (711153) 2014 KZ16
- (711154) 2014 KK17
- (711155) 2014 KE20
- (711156) 2014 KJ29
- (711157) 2014 KD30
- (711158) 2014 KL30
- (711159) 2014 KZ30
- (711160) 2014 KQ32
- (711161) 2014 KF35
- (711162) 2014 KH37
- (711163) 2014 KS37
- (711164) 2014 KF40
- (711165) 2014 KY40
- (711166) 2014 KP42
- (711167) 2014 KJ47
- (711168) 2014 KW48
- (711169) 2014 KO49
- (711170) 2014 KQ54
- (711171) 2014 KO55
- (711172) 2014 KV55
- (711173) 2014 KF57
- (711174) 2014 KR60
- (711175) 2014 KH63
- (711176) 2014 KY63
- (711177) 2014 KT65
- (711178) 2014 KG69
- (711179) 2014 KK71
- (711180) 2014 KL75
- (711181) 2014 KK79
- (711182) 2014 KX79
- (711183) 2014 KK80
- (711184) 2014 KN82
- (711185) 2014 KF86
- (711186) 2014 KN92
- (711187) 2014 KM97
- (711188) 2014 KX97
- (711189) 2014 KS98
- (711190) 2014 KF99
- (711191) 2014 KB100
- (711192) 2014 KJ100
- (711193) 2014 KO101
- (711194) 2014 KW103
- (711195) 2014 KH104
- (711196) 2014 KL105
- (711197) 2014 KG106
- (711198) 2014 KY106
- (711199) 2014 KD107
- (711200) 2014 KT107
- (711201) 2014 KY108
- (711202) 2014 KS109
- (711203) 2014 KN111
- (711204) 2014 KN116
- (711205) 2014 KO125
- (711206) 2014 KS125
- (711207) 2014 KW125
- (711208) 2014 KA127
- (711209) 2014 KS127
- (711210) 2014 KQ128
- (711211) 2014 KK132
- (711212) 2014 KR133
- (711213) 2014 KT140
- (711214) 2014 KA144
- (711215) 2014 KC144
- (711216) 2014 KX144
- (711217) 2014 KE150
- (711218) 2014 KN155
- (711219) 2014 KO155
- (711220) 2014 KA166
- (711221) 2014 LF2
- (711222) 2014 LH2
- (711223) 2014 LU5
- (711224) 2014 LJ6
- (711225) 2014 LT6
- (711226) 2014 LY6
- (711227) 2014 LO7
- (711228) 2014 LL8
- (711229) 2014 LM8
- (711230) 2014 LH14
- (711231) 2014 LO20
- (711232) 2014 LH23
- (711233) 2014 LW23
- (711234) 2014 LS24
- (711235) 2014 LL27
- (711236) 2014 LX29
- (711237) 2014 LU30
- (711238) 2014 LW30
- (711239) 2014 LK32
- (711240) 2014 LN32
- (711241) 2014 LB37
- (711242) 2014 LH38
- (711243) 2014 LM38
- (711244) 2014 LY39
- (711245) 2014 MY3
- (711246) 2014 MM6
- (711247) 2014 MV9
- (711248) 2014 MM11
- (711249) 2014 MR12
- (711250) 2014 ML13
- (711251) 2014 MY14
- (711252) 2014 MN32
- (711253) 2014 MR33
- (711254) 2014 ME37
- (711255) 2014 MA46
- (711256) 2014 MH50
- (711257) 2014 MK51
- (711258) 2014 MZ51
- (711259) 2014 MC53
- (711260) 2014 MU53
- (711261) 2014 MY54
- (711262) 2014 MU56
- (711263) 2014 ML59
- (711264) 2014 MH62
- (711265) 2014 MQ62
- (711266) 2014 MO66
- (711267) 2014 MO69
- (711268) 2014 MH72
- (711269) 2014 MY72
- (711270) 2014 MT73
- (711271) 2014 MM74
- (711272) 2014 MR76
- (711273) 2014 MX76
- (711274) 2014 ME78
- (711275) 2014 MH78
- (711276) 2014 MZ80
- (711277) 2014 MC92
- (711278) 2014 MC95
- (711279) 2014 MV96
- (711280) 2014 MA100
- (711281) 2014 ND1
- (711282) 2014 NP4
- (711283) 2014 NO6
- (711284) 2014 NW9
- (711285) 2014 NC10
- (711286) 2014 NX14
- (711287) 2014 NM15
- (711288) 2014 NG16
- (711289) 2014 NW18
- (711290) 2014 NF19
- (711291) 2014 NQ19
- (711292) 2014 NR21
- (711293) 2014 NJ22
- (711294) 2014 NR22
- (711295) 2014 NZ22
- (711296) 2014 NB23
- (711297) 2014 NV23
- (711298) 2014 NL24
- (711299) 2014 NX24
- (711300) 2014 NT25
- (711301) 2014 NC26
- (711302) 2014 NH26
- (711303) 2014 NU27
- (711304) 2014 NV28
- (711305) 2014 NN32
- (711306) 2014 NC33
- (711307) 2014 NL34
- (711308) 2014 NJ38
- (711309) 2014 NW39
- (711310) 2014 NC41
- (711311) 2014 NA46
- (711312) 2014 NE47
- (711313) 2014 NJ49
- (711314) 2014 NL56
- (711315) 2014 NE57
- (711316) 2014 NM57
- (711317) 2014 NB58
- (711318) 2014 NQ67
- (711319) 2014 NU68
- (711320) 2014 NG69
- (711321) 2014 NH70
- (711322) 2014 NK70
- (711323) 2014 NE71
- (711324) 2014 NU71
- (711325) 2014 NX71
- (711326) 2014 NV72
- (711327) Ovidiuignat
- (711328) 2014 NQ73
- (711329) 2014 NT79
- (711330) 2014 NV79
- (711331) 2014 NF80
- (711332) 2014 NH82
- (711333) 2014 NE83
- (711334) 2014 NG83
- (711335) 2014 NP84
- (711336) 2014 NO86
- (711337) 2014 NH87
- (711338) 2014 NP87
- (711339) 2014 NE93
- (711340) 2014 NS98
- (711341) 2014 OA4
- (711342) 2014 OP5
- (711343) 2014 OX8
- (711344) 2014 OL9
- (711345) 2014 OJ10
- (711346) 2014 OJ13
- (711347) 2014 OO13
- (711348) 2014 OQ13
- (711349) 2014 ON16
- (711350) 2014 ON18
- (711351) 2014 OE19
- (711352) 2014 OD24
- (711353) 2014 OX24
- (711354) 2014 OS25
- (711355) 2014 OG26
- (711356) 2014 OC27
- (711357) 2014 OD27
- (711358) 2014 OH30
- (711359) 2014 OL31
- (711360) 2014 OX33
- (711361) 2014 OG34
- (711362) 2014 OZ34
- (711363) 2014 OD35
- (711364) 2014 OT36
- (711365) 2014 OB40
- (711366) 2014 OF48
- (711367) 2014 OF54
- (711368) 2014 OM56
- (711369) 2014 OE57
- (711370) 2014 OU57
- (711371) 2014 OL59
- (711372) 2014 OB60
- (711373) 2014 OB61
- (711374) 2014 OD61
- (711375) 2014 OF62
- (711376) 2014 OX62
- (711377) 2014 OJ63
- (711378) 2014 OV63
- (711379) 2014 OO64
- (711380) 2014 ON66
- (711381) 2014 OX69
- (711382) 2014 OV73
- (711383) 2014 OP76
- (711384) 2014 OY79
- (711385) 2014 OV80
- (711386) 2014 OQ88
- (711387) 2014 OO99
- (711388) 2014 OC104
- (711389) 2014 OF104
- (711390) 2014 OS104
- (711391) 2014 OU104
- (711392) 2014 OH105
- (711393) 2014 OW105
- (711394) 2014 OB108
- (711395) 2014 OL108
- (711396) 2014 OB110
- (711397) 2014 OE113
- (711398) 2014 OZ115
- (711399) 2014 OV116
- (711400) 2014 OZ116
- (711401) 2014 OD118
- (711402) 2014 OQ118
- (711403) 2014 OB120
- (711404) 2014 OD120
- (711405) 2014 OJ120
- (711406) 2014 OF122
- (711407) 2014 OG123
- (711408) 2014 OJ123
- (711409) 2014 OM123
- (711410) 2014 OX124
- (711411) 2014 OE126
- (711412) 2014 OV126
- (711413) 2014 OW127
- (711414) 2014 OJ134
- (711415) 2014 OA135
- (711416) 2014 OM137
- (711417) 2014 OS138
- (711418) 2014 OA139
- (711419) 2014 OS141
- (711420) 2014 OY144
- (711421) 2014 OH147
- (711422) 2014 OZ152
- (711423) 2014 OC161
- (711424) 2014 OH163
- (711425) 2014 OG164
- (711426) 2014 OP165
- (711427) 2014 OJ169
- (711428) 2014 OD171
- (711429) 2014 OM171
- (711430) 2014 OK179
- (711431) 2014 ON179
- (711432) 2014 OX179
- (711433) 2014 OS182
- (711434) 2014 OY183
- (711435) 2014 OC184
- (711436) 2014 OG184
- (711437) 2014 OD189
- (711438) 2014 OL189
- (711439) 2014 OS191
- (711440) 2014 OY197
- (711441) 2014 OT199
- (711442) 2014 OF200
- (711443) 2014 OY200
- (711444) 2014 OZ204
- (711445) 2014 OS205
- (711446) 2014 OY207
- (711447) 2014 OJ210
- (711448) 2014 OM212
- (711449) 2014 OE213
- (711450) 2014 OJ213
- (711451) 2014 OE215
- (711452) 2014 OL215
- (711453) 2014 OC217
- (711454) 2014 OU219
- (711455) 2014 OO220
- (711456) 2014 OJ221
- (711457) 2014 OT221
- (711458) 2014 OV222
- (711459) 2014 OL225
- (711460) 2014 OP226
- (711461) 2014 OY226
- (711462) 2014 OS227
- (711463) 2014 OQ229
- (711464) 2014 OP231
- (711465) 2014 OT232
- (711466) 2014 OJ234
- (711467) 2014 OE235
- (711468) 2014 OM235
- (711469) 2014 OC238
- (711470) 2014 OO239
- (711471) 2014 OK245
- (711472) 2014 OQ246
- (711473) 2014 OT248
- (711474) 2014 OH249
- (711475) 2014 OR249
- (711476) 2014 OJ251
- (711477) 2014 OG253
- (711478) 2014 OC254
- (711479) 2014 OH256
- (711480) 2014 OT261
- (711481) 2014 OR265
- (711482) 2014 OY265
- (711483) 2014 OD266
- (711484) 2014 OH266
- (711485) 2014 OV266
- (711486) 2014 OS267
- (711487) 2014 OH269
- (711488) 2014 OX269
- (711489) 2014 OX271
- (711490) 2014 OL273
- (711491) 2014 OW273
- (711492) 2014 OB274
- (711493) 2014 OL275
- (711494) 2014 OC277
- (711495) 2014 OJ279
- (711496) 2014 OW280
- (711497) 2014 OH281
- (711498) 2014 OO284
- (711499) 2014 OG285
- (711500) 2014 OC286
- (711501) 2014 OR286
- (711502) 2014 OX290
- (711503) 2014 OK291
- (711504) 2014 OO291
- (711505) 2014 OD292
- (711506) 2014 OR293
- (711507) 2014 OS293
- (711508) 2014 OT296
- (711509) 2014 OW297
- (711510) 2014 OL304
- (711511) 2014 OR304
- (711512) 2014 OE309
- (711513) 2014 OP314
- (711514) 2014 OM315
- (711515) 2014 OA318
- (711516) 2014 OF319
- (711517) 2014 OM320
- (711518) 2014 OX322
- (711519) 2014 OZ323
- (711520) 2014 OA325
- (711521) 2014 OU326
- (711522) 2014 OB331
- (711523) 2014 OU335
- (711524) 2014 OW337
- (711525) 2014 OO338
- (711526) 2014 OU340
- (711527) Tudor
- (711528) 2014 OS349
- (711529) 2014 OJ350
- (711530) 2014 OV351
- (711531) 2014 OP356
- (711532) 2014 OF360
- (711533) 2014 ON360
- (711534) 2014 OR361
- (711535) 2014 OP363
- (711536) 2014 OW367
- (711537) 2014 OZ368
- (711538) 2014 OD373
- (711539) 2014 OT374
- (711540) 2014 OY375
- (711541) 2014 OP376
- (711542) 2014 OQ378
- (711543) 2014 OM379
- (711544) 2014 OW381
- (711545) 2014 OD382
- (711546) 2014 OX383
- (711547) 2014 OM384
- (711548) 2014 OP384
- (711549) 2014 OZ384
- (711550) 2014 OT386
- (711551) 2014 OA390
- (711552) 2014 OY397
- (711553) 2014 OE399
- (711554) 2014 OE401
- (711555) 2014 OA402
- (711556) 2014 OL402
- (711557) 2014 OP402
- (711558) 2014 OT403
- (711559) 2014 OY404
- (711560) 2014 OX406
- (711561) 2014 OH407
- (711562) 2014 OK407
- (711563) 2014 OJ408
- (711564) 2014 OL408
- (711565) 2014 ON408
- (711566) 2014 OQ408
- (711567) 2014 OV409
- (711568) 2014 OY411
- (711569) 2014 OE412
- (711570) 2014 OF413
- (711571) 2014 OQ413
- (711572) 2014 OH414
- (711573) 2014 ON414
- (711574) 2014 OP414
- (711575) 2014 OQ414
- (711576) 2014 OJ432
- (711577) 2014 OK432
- (711578) 2014 OK434
- (711579) 2014 OB447
- (711580) 2014 OZ450
- (711581) 2014 OS457
- (711582) 2014 OO465
- (711583) 2014 OM470
- (711584) 2014 OD478
- (711585) 2014 OU480
- (711586) 2014 OE481
- (711587) 2014 ON483
- (711588) 2014 PD3
- (711589) 2014 PK3
- (711590) 2014 PY4
- (711591) 2014 PA5
- (711592) 2014 PF7
- (711593) 2014 PF10
- (711594) 2014 PB11
- (711595) 2014 PU11
- (711596) 2014 PW14
- (711597) 2014 PX16
- (711598) 2014 PA18
- (711599) 2014 PV19
- (711600) 2014 PS20
- (711601) 2014 PD22
- (711602) 2014 PH23
- (711603) 2014 PT25
- (711604) 2014 PL28
- (711605) 2014 PR28
- (711606) 2014 PZ30
- (711607) 2014 PH31
- (711608) 2014 PT31
- (711609) 2014 PU31
- (711610) 2014 PL32
- (711611) 2014 PR32
- (711612) 2014 PT32
- (711613) 2014 PF35
- (711614) 2014 PE36
- (711615) 2014 PK38
- (711616) 2014 PE41
- (711617) 2014 PT41
- (711618) 2014 PV41
- (711619) 2014 PM43
- (711620) 2014 PE44
- (711621) 2014 PH45
- (711622) 2014 PJ46
- (711623) 2014 PM54
- (711624) 2014 PN55
- (711625) 2014 PR55
- (711626) 2014 PR60
- (711627) 2014 PH61
- (711628) 2014 PE63
- (711629) 2014 PK72
- (711630) 2014 PD73
- (711631) 2014 PN73
- (711632) 2014 PQ73
- (711633) 2014 PU73
- (711634) 2014 PB74
- (711635) 2014 PO74
- (711636) 2014 PR74
- (711637) 2014 PB75
- (711638) 2014 PQ75
- (711639) 2014 PP76
- (711640) 2014 PA77
- (711641) 2014 PF78
- (711642) 2014 PM78
- (711643) 2014 PF80
- (711644) 2014 PX81
- (711645) 2014 PG88
- (711646) 2014 PE90
- (711647) 2014 PW104
- (711648) 2014 QE4
- (711649) 2014 QE8
- (711650) 2014 QS9
- (711651) 2014 QD12
- (711652) 2014 QL14
- (711653) 2014 QX15
- (711654) 2014 QZ17
- (711655) 2014 QB18
- (711656) 2014 QE18
- (711657) 2014 QJ18
- (711658) 2014 QV20
- (711659) 2014 QH26
- (711660) 2014 QM27
- (711661) 2014 QR29
- (711662) 2014 QP31
- (711663) 2014 QV34
- (711664) 2014 QF37
- (711665) 2014 QP37
- (711666) 2014 QC38
- (711667) 2014 QA39
- (711668) 2014 QO40
- (711669) 2014 QF44
- (711670) 2014 QN44
- (711671) 2014 QF46
- (711672) 2014 QE50
- (711673) 2014 QJ53
- (711674) 2014 QP55
- (711675) 2014 QG57
- (711676) 2014 QM57
- (711677) 2014 QV57
- (711678) 2014 QM59
- (711679) 2014 QY60
- (711680) 2014 QJ62
- (711681) 2014 QQ63
- (711682) 2014 QZ66
- (711683) 2014 QU67
- (711684) 2014 QR71
- (711685) 2014 QG72
- (711686) 2014 QA73
- (711687) 2014 QB74
- (711688) 2014 QK74
- (711689) 2014 QT76
- (711690) 2014 QC77
- (711691) 2014 QL77
- (711692) 2014 QO81
- (711693) 2014 QV83
- (711694) 2014 QZ85
- (711695) 2014 QC87
- (711696) 2014 QE88
- (711697) 2014 QJ88
- (711698) 2014 QT88
- (711699) 2014 QV88
- (711700) 2014 QL89
- (711701) 2014 QQ89
- (711702) 2014 QR94
- (711703) 2014 QF95
- (711704) 2014 QF97
- (711705) 2014 QJ97
- (711706) 2014 QR99
- (711707) 2014 QP100
- (711708) 2014 QW105
- (711709) 2014 QH106
- (711710) 2014 QL106
- (711711) 2014 QL109
- (711712) 2014 QQ113
- (711713) 2014 QZ114
- (711714) 2014 QU115
- (711715) 2014 QZ116
- (711716) 2014 QC117
- (711717) 2014 QO120
- (711718) 2014 QH122
- (711719) 2014 QG124
- (711720) 2014 QN124
- (711721) 2014 QT127
- (711722) 2014 QC134
- (711723) 2014 QV134
- (711724) 2014 QL138
- (711725) 2014 QH142
- (711726) 2014 QB147
- (711727) 2014 QJ147
- (711728) 2014 QX148
- (711729) 2014 QU150
- (711730) 2014 QX152
- (711731) 2014 QT155
- (711732) 2014 QC156
- (711733) 2014 QD158
- (711734) 2014 QZ159
- (711735) 2014 QH164
- (711736) 2014 QB170
- (711737) 2014 QT170
- (711738) 2014 QM171
- (711739) 2014 QP171
- (711740) 2014 QJ172
- (711741) 2014 QE173
- (711742) 2014 QE174
- (711743) 2014 QO177
- (711744) 2014 QS177
- (711745) 2014 QM178
- (711746) 2014 QY180
- (711747) 2014 QP181
- (711748) 2014 QW181
- (711749) 2014 QH183
- (711750) 2014 QT186
- (711751) 2014 QW189
- (711752) 2014 QM190
- (711753) 2014 QN190
- (711754) 2014 QU190
- (711755) 2014 QL191
- (711756) 2014 QY191
- (711757) 2014 QW193
- (711758) 2014 QH195
- (711759) 2014 QJ195
- (711760) 2014 QT195
- (711761) 2014 QY196
- (711762) 2014 QZ198
- (711763) 2014 QS199
- (711764) 2014 QF201
- (711765) 2014 QJ210
- (711766) 2014 QR210
- (711767) 2014 QZ210
- (711768) 2014 QC211
- (711769) 2014 QA212
- (711770) 2014 QS212
- (711771) 2014 QG213
- (711772) 2014 QH216
- (711773) 2014 QU218
- (711774) 2014 QS223
- (711775) 2014 QU223
- (711776) 2014 QG225
- (711777) 2014 QJ225
- (711778) 2014 QS229
- (711779) 2014 QQ231
- (711780) 2014 QO232
- (711781) 2014 QL233
- (711782) 2014 QC234
- (711783) 2014 QA235
- (711784) 2014 QW235
- (711785) 2014 QQ236
- (711786) 2014 QK239
- (711787) 2014 QO244
- (711788) 2014 QU244
- (711789) 2014 QY245
- (711790) 2014 QX249
- (711791) 2014 QO250
- (711792) 2014 QF251
- (711793) 2014 QY251
- (711794) 2014 QQ252
- (711795) 2014 QJ253
- (711796) 2014 QR253
- (711797) 2014 QE254
- (711798) 2014 QV254
- (711799) 2014 QG255
- (711800) 2014 QK256
- (711801) 2014 QO256
- (711802) 2014 QD257
- (711803) 2014 QY257
- (711804) 2014 QZ257
- (711805) 2014 QV258
- (711806) 2014 QU259
- (711807) 2014 QO260
- (711808) 2014 QO261
- (711809) 2014 QK263
- (711810) 2014 QY263
- (711811) 2014 QP267
- (711812) 2014 QP268
- (711813) 2014 QA269
- (711814) 2014 QS272
- (711815) 2014 QC273
- (711816) 2014 QU273
- (711817) 2014 QV274
- (711818) 2014 QE275
- (711819) 2014 QR275
- (711820) 2014 QK276
- (711821) 2014 QL276
- (711822) 2014 QF277
- (711823) 2014 QC279
- (711824) Infante
- (711825) 2014 QM280
- (711826) 2014 QB283
- (711827) 2014 QE287
- (711828) 2014 QL288
- (711829) 2014 QS288
- (711830) 2014 QM291
- (711831) 2014 QN291
- (711832) 2014 QC292
- (711833) 2014 QF292
- (711834) 2014 QF295
- (711835) 2014 QB297
- (711836) 2014 QW297
- (711837) 2014 QC298
- (711838) 2014 QL300
- (711839) 2014 QB303
- (711840) 2014 QM304
- (711841) 2014 QV304
- (711842) 2014 QA305
- (711843) 2014 QS306
- (711844) 2014 QX306
- (711845) 2014 QT315
- (711846) 2014 QL317
- (711847) 2014 QE318
- (711848) 2014 QT319
- (711849) 2014 QV321
- (711850) 2014 QH322
- (711851) 2014 QO323
- (711852) 2014 QS324
- (711853) 2014 QX325
- (711854) 2014 QH328
- (711855) 2014 QE332
- (711856) 2014 QS333
- (711857) 2014 QG334
- (711858) 2014 QU334
- (711859) 2014 QP335
- (711860) 2014 QQ339
- (711861) 2014 QD340
- (711862) 2014 QU342
- (711863) 2014 QY342
- (711864) 2014 QM343
- (711865) 2014 QX343
- (711866) 2014 QD347
- (711867) 2014 QR347
- (711868) 2014 QD352
- (711869) 2014 QR354
- (711870) 2014 QG355
- (711871) 2014 QP355
- (711872) 2014 QA356
- (711873) 2014 QC356
- (711874) 2014 QZ356
- (711875) 2014 QK361
- (711876) 2014 QV361
- (711877) 2014 QW361
- (711878) 2014 QN372
- (711879) 2014 QK374
- (711880) 2014 QL375
- (711881) 2014 QV377
- (711882) 2014 QZ379
- (711883) 2014 QD380
- (711884) 2014 QK382
- (711885) 2014 QO382
- (711886) 2014 QS385
- (711887) 2014 QA386
- (711888) 2014 QE386
- (711889) 2014 QM388
- (711890) 2014 QA392
- (711891) 2014 QE392
- (711892) 2014 QE395
- (711893) 2014 QT396
- (711894) 2014 QP399
- (711895) 2014 QQ399
- (711896) 2014 QQ400
- (711897) 2014 QP403
- (711898) 2014 QZ403
- (711899) 2014 QJ404
- (711900) 2014 QK405
- (711901) 2014 QX407
- (711902) 2014 QP409
- (711903) 2014 QL411
- (711904) 2014 QV413
- (711905) 2014 QG416
- (711906) 2014 QP416
- (711907) 2014 QF417
- (711908) 2014 QR417
- (711909) 2014 QC418
- (711910) 2014 QO418
- (711911) 2014 QH420
- (711912) 2014 QN420
- (711913) 2014 QL423
- (711914) 2014 QF428
- (711915) 2014 QP429
- (711916) 2014 QA430
- (711917) 2014 QT431
- (711918) 2014 QG435
- (711919) 2014 QM438
- (711920) 2014 QF445
- (711921) 2014 QA448
- (711922) 2014 QV448
- (711923) 2014 QE449
- (711924) 2014 QK449
- (711925) 2014 QM449
- (711926) 2014 QS450
- (711927) 2014 QB451
- (711928) 2014 QE451
- (711929) 2014 QF451
- (711930) 2014 QW452
- (711931) 2014 QJ453
- (711932) 2014 QL453
- (711933) 2014 QO453
- (711934) 2014 QV453
- (711935) 2014 QB454
- (711936) 2014 QF454
- (711937) 2014 QK455
- (711938) 2014 QS455
- (711939) 2014 QV456
- (711940) 2014 QX456
- (711941) 2014 QA457
- (711942) 2014 QW457
- (711943) 2014 QC458
- (711944) 2014 QL458
- (711945) 2014 QZ458
- (711946) 2014 QS459
- (711947) 2014 QF460
- (711948) 2014 QT461
- (711949) 2014 QZ461
- (711950) 2014 QE462
- (711951) 2014 QH462
- (711952) 2014 QR462
- (711953) 2014 QZ462
- (711954) 2014 QC463
- (711955) 2014 QK463
- (711956) 2014 QX463
- (711957) 2014 QA464
- (711958) 2014 QS464
- (711959) 2014 QU464
- (711960) 2014 QK465
- (711961) 2014 QQ465
- (711962) 2014 QC466
- (711963) 2014 QL466
- (711964) 2014 QP466
- (711965) 2014 QN468
- (711966) 2014 QS469
- (711967) 2014 QM470
- (711968) 2014 QC471
- (711969) 2014 QA472
- (711970) 2014 QQ472
- (711971) 2014 QF474
- (711972) 2014 QH474
- (711973) 2014 QP474
- (711974) 2014 QN475
- (711975) 2014 QX476
- (711976) 2014 QD478
- (711977) 2014 QR478
- (711978) 2014 QC479
- (711979) 2014 QE480
- (711980) 2014 QD481
- (711981) 2014 QU481
- (711982) 2014 QR482
- (711983) 2014 QL483
- (711984) 2014 QR483
- (711985) 2014 QV483
- (711986) 2014 QP485
- (711987) 2014 QJ488
- (711988) 2014 QG489
- (711989) 2014 QB490
- (711990) 2014 QS491
- (711991) 2014 QV491
- (711992) 2014 QH494
- (711993) 2014 QG496
- (711994) 2014 QJ496
- (711995) 2014 QH499
- (711996) 2014 QJ500
- (711997) 2014 QM504
- (711998) 2014 QH505
- (711999) 2014 QO505
- (712000) 2014 QW505